# 킬 빌 1부
《킬 빌 1부》(영어: Kill Bill: Volume 1)는 2003년에 개봉한 미합중국의 영화로, 쿠엔틴 타란티노가 감독과 각본을 맡았다. 본래 단일 영화로 개봉하려 했으나 상영 시간이 길어져 영화를 나누었다. 2편인 《킬 빌 2부》는 1년 후에 개봉했다.

## 줄거리
텍사스의 한 교회의 예배당에서의 결혼식 중 벌어진 총격전에 이어, 주인공인 브라이드(The Bride, 우마 서먼 扮)는 피범벅이 된 웨딩드레스 차림으로 등장한다. 브라이드는 빌(Bill, 데이비드 캐러딘 扮)에게 그의 아이를 임신하고 있다고 이야기하려 하지만 빌은 그녀의 머리에 대고 방아쇠를 당긴다.
4년 뒤, 브라이드는 데들리 바이퍼(Deadly Viper) 암살맴버를 죽이기로 맹세하고 일본 오키나와로 건너간다. 이유는 핫토리 한조(Hottri Hanzo, [치바 신이치/Sonny Chiba])를 만나 검을 만들어달라고 부택했고, 한조는 26년 동안 맹세한 약속을 깨버리고 무기를 만들어준다. 데들리 바이퍼 멤버중 그리고 일본 야쿠자의 최종 보스자리에 오른 오렌 이시이(O-ren Eishiei, 암호명 코튼 마우스)를 죽이기위해 청엽정에서 사투를 벌이고, 일본 야쿠자들을 쓸어버리고 오렌이시이를 제거하는대 성공한다. 그리고 다시 미국으로 건너가 버니타 그린(Vernita Green, 암호명 코퍼헤드(미국 살무사), 비비카 A. 폭스 扮)을 찾아간다. 버니타와 브라이드는 무자비한 격투를 벌이는데, 브라이드는 버니타의 네살배기 딸 니키(Nikki)가 보는 앞에서 버니타를 죽인다. 그리고 니키에게 나중에 커서 복수를 하러 온다면, 기다리겠다고 말하고 노란색 픽업 트럭을 타고 떠난다.

## 사운드트랙
대표적인 사운드트랙 음악은 The Hornet과 Lonely Shepherd가 있다. 해당 노래 중에서 Lonely Shepherd는 게오르그 잠피르와 제임스 라스트가 작곡하여 있는 것으로 보인다. 그 외에도 The Hornet은 알 허트가 작곡한 노래로 내놓은 적이 있다.

## 한국판 성우진(SBS) (2007년 4월 21일)
- 강희선 - 비아트릭스(우마 서먼)
- 황일청 - 빌(데이비드 캐러딘)
- 엄현정 - 오렌(루시 류)
- 함수정 - 엘(대릴 해나)
- 성완경 - 버드(마이클 매드슨)
- 한상덕 - 하토리 한조(치바 신이치)
- 문영래 - 보안관의 아버지(마이클 팍스)
- 오인성 - 간호사(마이클 보웬)
- 이명선 - 버니타(비비카 A. 폭스)
- 양석정 - 보안관(제임스 팍스)
- 김지혜 - 소피(줄리 드레이퍼스)
- 방성준 - 간호사의 친구(조나단 로우란)